# Эстония на «Евровидении-2016»
Эстония участвовала на конкурсе песни «Евровидение-2016» в Стокгольме, Швеция. Участника выбирали на национальном отборе Eesti Laul 2016, организованный Эстонской общественной телерадиовещательной корпорацией. Эстонию на представил Юри Поотсманн с песней «Play» («Играть»). Эстония не смогла пройти в финал и заняла в 1-м полуфинале последнее место, набрав 24 балла.

## Национальный отбор
Eesti Laul 2016 стал 8-м национальным отбором, в данном случае на конкурс песни «Евровидение-2016». Он состоял из двух полуфиналов, которые состоялись 13 и 20 февраля 2016 года соответственно, и финала, который состоялся 5 марта 2016 года. В финал вошли лучшие 10 песен из двух полуфиналов. Весь отбор вещался ETV и онлайн на сайте err.ee. Финал также транслировался на радио Raardio 2, комментировали Эрик Морна, Магнус Камлат и Хелле Руди, а также онлайн на официальном сайте конкурса песни Евровидение.eurovision.tv.. Впервые в истории национального отбора оба полуфинала и финал также в эфире ETV+ комментировались на русском языке; Александр Хоботов комментировал все три шоу, Кира Эвве — оба полуфинала и София Рубина — финал.

### Формат
Формат национального отбора состоит из двух полуфиналов и финала. Полуфиналы состоялись 13 и 20 февраля 2016 года соответственно, а финал — 5 марта 2016 года. Все песни участвовали в полуфиналах, и лишь те, которые вошли в пятёрку сильнейших в обоих полуфиналах, прошли в финал. Результаты полуфиналов были определены с помощью жюри и телезрителей в соотношении 50/50. Победитель в финале определялся в два раунда. В первом раунде определялись две лучшие песни с помощью жюри и телезрителей в соотношении 50/50, а в суперфинале посредством телеголосования определялся победитель. В награду победителю национального отбора, который представил Эстонию на конкурсе песни Евровидение 2016, присуждался денежный приз в размере €3,000. Эстонские авторы песен, соцсети и артисты также награждаются денежными призами: победитель получает €1,500, занявшие второе и третье места получают по €500.

### Участники
10 сентября 2015 года Эстонская общественная телерадиовещательная корпорация открыла приём заявок артистов и композиторов и их записей песен до 2 декабря 2015 года. Все артисты и композиторы должны были иметь эстонское гражданство или быть резидентами Эстонии, и каждый артист и автор песен мог в состоянии представить только максимум три заявки. Всего было рекордных 238 добровольцев, чем был побит рекорд 2015 года (219 добровольцев). Жюри из 11 членов отобрали лучших 20 артистов с их песнями, которые были объявлены на развлекательной программе Ringvaade и на ETV+ в программе Твой вечер 5 ноября 2015 года. В жюри вошли Эрик Морна (радио 2, руководитель отдела музыки), Tоомас Пуна (программный директор радио Sky+), Ове Петерсель (главный редактор радио Elmar), Сиим Нестор (музыкальный критик), Вальнер Вальме (музыкальный критик), Анне Вески (певица), Ингрид Котла (музыкальный редактор), Олави Пайде (продюсер), Ээва Талси (музыкант), Эйси Мяэотс (DJ) и Кира Эвве (редактор 4 editor).
Из всех участников национального отбора были Лаура, представившая Эстонию на конкурсе песни Евровидение 2005 в составе группы Suntribe, и Мик Педайа, представивший Эстонию на конкурсе песни Евровидение 2010 в составе группы ManPower 4 с дуэтом Malcolm Lincoln. Anett Kulbin, Grete Paia, Meisterjaan, Põhja-Tallinn, Туули Ранд (Windy Beach) Rosanna Lints (певица из Вюрффеля) и Noorkuu участвовали в предыдущих конкурсах Eesti Laul. Песню для Юри Поотсманна написал Стиг Ряста, который представил с Элиной Борн Эстонию на конкурсе песни Евровидение 2015, и песню для La La Ladies написала Таня, представившая Эстонию на конкурсе песни Евровидение 2014.
| Артист                       | Песня               | Язык       | Перевод                  | Композитор(ы)                                                                                  |
| ---------------------------- | ------------------- | ---------- | ------------------------ | ---------------------------------------------------------------------------------------------- |
| Anett Kulbin                 | «Strong»            | Английский | «Сильный»                | Anett Kulbin, Joonas Mattias Sarapuu                                                           |
| Cartoon & Kristel Aaslaid    | «Immortality»       | Английский | «Бессмертие»             | Ago Teppand, Hugo Martin Maasikas, Joosep Järvesaar, Керли Кыйв, Иирис Весик, Kristel Aaslaid  |
| Gertu Pabbo                  | «Miljon korda»      | Эстонский  | «Миллион раз»            | Lii Schmidt, Priit Pajusaar, Майан Кярмас                                                      |
| Go Away Bird                 | «Sally»             | Английский | «Салли»                  | Stanislav Bulganin                                                                             |
| Грете Пайа                   | «Stories Untold»    | Английский | «Несказанные истории»    | Свен Лыхмус                                                                                    |
| I Wear* Experiment           | «Patience»          | Английский | «Терпение»               | Hando Jaksi, Mikk Simson, Johanna Eenmaa                                                       |
| Indrek Ventmann              | «Hispaania tüdruk»  | Эстонский  | «Испанская девочка»      | Allan Kasuk                                                                                    |
| Юри Поотсманн                | «Play»              | Английский | «Играть»                 | Fred Krieger, Стиг Ряста, Vallo Kikas                                                          |
| Kati Laev & Noorkuu          | «Kaugel sinust»     | Эстонский  | «Далеко от тебя»         | Urmas Kõiv, Anneli Kõiv                                                                        |
| Kéa                          | «Lonely Boy»        | Английский | «Одинокие мальчик»       | Egert Milder, Robert Stanley Montes, Ian Karell                                                |
| La La Ladies                 | «Unikaalne»         | Эстонский  | «Уникальный»             | Таня, Mihkel Mattisen, Timo Vendt, Inga Tislar                                                 |
| Лаура                        | «Supersonic»        | Английский | «Сверхзвуковой»          | Свен Лыхмус                                                                                    |
| Meisterjaan                  | «Parmupillihullus»  | Эстонский  | «Безумие еврейской арфы» | Jaan Tätte Juunior                                                                             |
| Mick Pedaja                  | «Seis»              | Эстонский  | «Стой»                   | Mick Pedaja                                                                                    |
| Põhja-Tallinn & Jaagup Kreem | «Ei ole mul olla»   | Эстонский  | «Я не должна быть такой» | Jaanus Saks, Kristjan Soomre, Mark Eric Kammiste, Hannes Agur Vellend, Herlend-Kaspar Raudkivi |
| Púr Múdd                     | «Meet Halfway»      | Английский | «Встретимся на полпути»  | Oliver Rõõmus, Joonas Alvre                                                                    |
| The Jingles                  | «Love A Little Bit» | Английский | «Люблю немного»          | Jonathan Flack, Hain Hoppe, Rauno Vaher, Tanel Liiberg                                         |
| Windy Beach                  | «Salty Wounds»      | Английский | «Солёные раны»           | Priit Uustulnd, Туули Ранд, Mari Tamm                                                          |
| Würffel                      | «I’m Facing North»  | Английский | «Я смотрю на север»      | Kaspar Kalluste, Rosanna Lints                                                                 |
| Zebra Island                 | «How Many Times»    | Английский | «Сколько раз»            | Rasmus Lill, Helina Risti                                                                      |

### 1-й полуфинал
1-й полуфинал состоялся 13 февраля 2016 года, провели его Генри Кырвитс и Марис Кырвитс. Живая часть шоу была проведена в Эстонском театре в Таллине, где артисты ожидали результатов своих выступлений, которые были сняты ранее и экранизированы 5 февраля 2016 года. Из 10 песен в финал прошли песни, вошедшие в пятёрку сильнейших. Всего от жюри и телезрителей было получено 16,922 голосов. В жюри 1-го полуфинала входили Ове Петерсель, Луиза Вярк, Михкель Рауд, Стен Теппан, Иво Кивиорг, Реет Линна, Руслан PX, Эпп Кыйв, Янар Ала, Маарья Меривоо-Парро и Свен Грюнберг.
| 1-й полуфинал — 13 февраля 2016 | 1-й полуфинал — 13 февраля 2016 | 1-й полуфинал — 13 февраля 2016 | 1-й полуфинал — 13 февраля 2016 | 1-й полуфинал — 13 февраля 2016 | 1-й полуфинал — 13 февраля 2016 | 1-й полуфинал — 13 февраля 2016 | 1-й полуфинал — 13 февраля 2016 | 1-й полуфинал — 13 февраля 2016 | 1-й полуфинал — 13 февраля 2016 | 1-й полуфинал — 13 февраля 2016 |
| Номер                           | Артист                          | Песня                           | Язык                            | Перевод                         | Жюри                            | Жюри                            | Телеголосование                 | Телеголосование                 | Всего                           | Место                           |
| ------------------------------- | ------------------------------- | ------------------------------- | ------------------------------- | ------------------------------- | ------------------------------- | ------------------------------- | ------------------------------- | ------------------------------- | ------------------------------- | ------------------------------- |
| 1                               | The Jingles                     | «Love A Little Bit»             | Английский                      | «Люблю немного»                 | 26                              | 1                               | 545                             | 2                               | 3                               | 10                              |
| 2                               | Würffel                         | «I’m Facing North»              | Английский                      | «Я смотрю на север»             | 96                              | 10                              | 415                             | 1                               | 11                              | 6                               |
| 3                               | Mick Pedaja                     | «Seis»                          | Эстонский                       | «Стой»                          | 102                             | 12                              | 1822                            | 6                               | 18                              | 2                               |
| 4                               | Indrek Ventmann                 | «Hispaania tüdruk»              | Эстонский                       | «Испанская девочка»             | 40                              | 3                               | 1967                            | 7                               | 10                              | 7                               |
| 5                               | Cartoon & Kristel Aaslaid       | «Immortality»                   | Английский                      | «Бессмертие»                    | 92                              | 8                               | 3171                            | 8                               | 16                              | 3                               |
| 6                               | Kéa                             | «Lonely Boy»                    | Английский                      | «Одинокие мальчик»              | 62                              | 6                               | 721                             | 5                               | 11                              | 5                               |
| 7                               | Kati Laev & Noorkuu             | «Kaugel sinust»                 | Эстонский                       | «Далеко от тебя»                | 39                              | 2                               | 3214                            | 10                              | 12                              | 4                               |
| 8                               | Zebra Island                    | «How Many Times»                | Английский                      | «Сколько раз»                   | 61                              | 5                               | 643                             | 4                               | 9                               | 8                               |
| 9                               | Лаура                           | «Supersonic»                    | Английский                      | «Сверхзвуковой»                 | 76                              | 7                               | 3871                            | 12                              | 19                              | 1                               |
| 10                              | Windy Beach                     | «Salty Wounds»                  | Эстонский                       | «Солёные раны»                  | 44                              | 4                               | 643                             | 3                               | 7                               | 9                               |

### 2-й полуфинал
2-й полуфинал состоялся 20 февраля 2016 года, провели его Генри Кырвитс и Марис Кырвитс. Живая часть шоу была проведена в Эстонском театре в Таллине, где артисты ожидали результатов своих выступлений, которые были сняты ранее и экранизированы 7 февраля 2016 года. з 10 песен в финал прошли песни, вошедшие в пятёрку сильнейших. Всего от жюри и телезрителей было получено 21,831 голосов. В жюри 2-го полуфинала входили Ове Петерсель, Луиза Вярк, Михкель Рауд, Стен Теппан, Иво Кивиорг, Реет Линна, Руслан PX, Эпп Кыйв, Янар Ала, Маарья Меривоо-Парро и Свен Грюнберг.
| 2-й полуфинал — 20 февраля 2016 | 2-й полуфинал — 20 февраля 2016 | 2-й полуфинал — 20 февраля 2016 | 2-й полуфинал — 20 февраля 2016 | 2-й полуфинал — 20 февраля 2016 | 2-й полуфинал — 20 февраля 2016 | 2-й полуфинал — 20 февраля 2016 | 2-й полуфинал — 20 февраля 2016 | 2-й полуфинал — 20 февраля 2016 | 2-й полуфинал — 20 февраля 2016 | 2-й полуфинал — 20 февраля 2016 |
| Номер                           | Артист                          | Песня                           | Язык                            | Перевод                         | Жюри                            | Жюри                            | Телеголосование                 | Телеголосование                 | Всего                           | Место                           |
| ------------------------------- | ------------------------------- | ------------------------------- | ------------------------------- | ------------------------------- | ------------------------------- | ------------------------------- | ------------------------------- | ------------------------------- | ------------------------------- | ------------------------------- |
| 1                               | Go Away Bird                    | «Sally»                         | Английский                      | «Салли»                         | 77                              | 8                               | 1585                            | 3                               | 11                              | 5                               |
| 2                               | Юри Поотсманн                   | «Play»                          | Английский                      | «Играть»                        | 110                             | 12                              | 3898                            | 12                              | 24                              | 1                               |
| 3                               | Meisterjaan                     | «Parmupillihullus»              | Эстонский                       | «Безумие еврейской арфы»        | 52                              | 4                               | 2327                            | 7                               | 11                              | 4                               |
| 4                               | I Wear* Experiment              | «Patience»                      | Английский                      | «Терпение»                      | 94                              | 10                              | 1587                            | 4                               | 14                              | 3                               |
| 5                               | Púr Múdd                        | «Meet Halfway»                  | Английский                      | «Встретимся на полпути»         | 63                              | 6                               | 1543                            | 2                               | 8                               | 8                               |
| 6                               | Грете Пайа                      | «Stories Untold»                | Английский                      | «Несказанные истории»           | 57                              | 5                               | 2876                            | 10                              | 15                              | 2                               |
| 7                               | Põhja-Tallinn & Jaagup Kreem    | «Ei ole mul olla»               | Эстонский                       | «Я не должна быть такой»        | 40                              | 3                               | 1986                            | 6                               | 9                               | 7                               |
| 8                               | Anett Kulbin                    | «Strong»                        | Английский                      | «Сильный»                       | 76                              | 7                               | 1499                            | 1                               | 8                               | 9                               |
| 9                               | Gertu Pabbo                     | «Miljon korda»                  | Эстонский                       | «Миллион раз»                   | 39                              | 2                               | 1832                            | 5                               | 7                               | 10                              |
| 10                              | La La Ladies                    | «Unikaalne»                     | Эстонский                       | «Уникальный»                    | 30                              | 1                               | 2698                            | 8                               | 9                               | 6                               |

### Финал
Финал состоялся 5 марта 2016 года в Саку-суурхалль в Таллине, провели его Отт Сепп и Мярт Аванди. В финал прошли 10 песен, по пять из обоих полуфиналов. В первом раунде голосовали жюри и телезрители (соотношение 50/50), отобрав три лучшие песни. Публичное голосование в первом раунде зарегистрировало 93,577 голосов. Три из них, занявшие первые два места в первом раунде, проходят в суперфинал, где определяется победитель. Ими стали «Supersonic» в исполнении Лауры, «Play» в исполнении Юри Поотсманна и «Immortality» в исполнении Cartoon и Kristel Aaslaid. Публичное голосование в суперфинале зарегистрировало 72,518 голосов. В дополнение к участникам открыл финал финский певец Исак Эллиот, а также в интервал-акте выступили Маарья-Лийс Илус и Иво Линна с песней «Kaelakee hääl» («Голос ожерелья»), представившие Эстонию на конкурсе песни Евровидение 1996. В жюри вошли Гиртс Майорс (Организатор фестиваля Positivus), Лиис Лемсалу (певица), Олав Эхала (маэстро), Анна Сарпоненко (телеведущая на ETV+), Койт Раудсепп (ведущий на Raadio 2), Ингрид Котла (организатор TMW), Кристиан Хирмо (DJ), Хели Юргенсон (руководитель хора), Сиим Нестор (музыкальный критик), Сандра Силламаа (волынщик) и Исак Эллиот (певец).
| Финал — 5 марта 2016 | Финал — 5 марта 2016      | Финал — 5 марта 2016 | Финал — 5 марта 2016 | Финал — 5 марта 2016     | Финал — 5 марта 2016 | Финал — 5 марта 2016 | Финал — 5 марта 2016 | Финал — 5 марта 2016 | Финал — 5 марта 2016 | Финал — 5 марта 2016 |
| Номер                | Артист                    | Песня                | Язык                 | Перевод                  | Жюри                 | Жюри                 | Телеголосование      | Телеголосование      | Всего                | Место                |
| -------------------- | ------------------------- | -------------------- | -------------------- | ------------------------ | -------------------- | -------------------- | -------------------- | -------------------- | -------------------- | -------------------- |
| 1                    | Лаура                     | «Supersonic»         | Английский           | «Сверхзвуковой»          | 64                   | 6                    | 16416                | 10                   | 16                   | 2                    |
| 2                    | Go Away Bird              | «Sally»              | Английский           | «Салли»                  | 52                   | 4                    | 2960                 | 2                    | 6                    | 8                    |
| 3                    | Mick Pedaja               | «Seis»               | Эстонский            | «Стой»                   | 91                   | 10                   | 6393                 | 5                    | 15                   | 4                    |
| 4                    | Грете Пайа                | «Stories Untold»     | Английский           | «Несказанные истории»    | 41                   | 2                    | 7337                 | 6                    | 8                    | 7                    |
| 5                    | Kéa                       | «Lonely Boy»         | Английский           | «Одинокие мальчик»       | 64                   | 5                    | 1374                 | 1                    | 6                    | 9                    |
| 6                    | Юри Поотсманн             | «Play»               | Английский           | «Играть»                 | 108                  | 12                   | 23439                | 12                   | 24                   | 1                    |
| 7                    | Kati Laev & Noorkuu       | «Kaugel sinust»      | Эстонский            | «Далеко от тебя»         | 18                   | 1                    | 5837                 | 4                    | 5                    | 10                   |
| 8                    | Cartoon & Kristel Aaslaid | «Immortality»        | Английский           | «Бессмертие»             | 78                   | 8                    | 15903                | 8                    | 16                   | 3                    |
| 9                    | Meisterjaan               | «Parmupillihullus»   | Эстонский            | «Безумие еврейской арфы» | 44                   | 3                    | 8340                 | 7                    | 10                   | 5                    |
| 10                   | I Wear* Experiment        | «Patience»           | Английский           | «Терпение»               | 78                   | 7                    | 5578                 | 3                    | 10                   | 6                    |

| Подробное голосование жюри | Подробное голосование жюри | Подробное голосование жюри | Подробное голосование жюри | Подробное голосование жюри | Подробное голосование жюри | Подробное голосование жюри | Подробное голосование жюри | Подробное голосование жюри | Подробное голосование жюри | Подробное голосование жюри | Подробное голосование жюри | Подробное голосование жюри | Подробное голосование жюри | Подробное голосование жюри |
| Номер                      | Песня                      | Г. Майорс                  | Л. Лемсалу                 | О. Эхайа                   | А. Сарпоненко              | К. Раудсепп                | И. Котла                   | К. Хирмо                   | Х. Юргенсон                | С. Нестор                  | С. Силламаа                | И. Эллиот                  | Всего                      | Баллы                      |
| -------------------------- | -------------------------- | -------------------------- | -------------------------- | -------------------------- | -------------------------- | -------------------------- | -------------------------- | -------------------------- | -------------------------- | -------------------------- | -------------------------- | -------------------------- | -------------------------- | -------------------------- |
| 1                          | «Supersonic»               | 2                          | 7                          | 8                          | 10                         | 6                          | 3                          | 6                          | 5                          | 7                          | 5                          | 5                          | 64                         | 6                          |
| 2                          | «Sally»                    | 3                          | 3                          | 3                          | 8                          | 10                         | 10                         | 2                          | 3                          | 6                          | 3                          | 1                          | 52                         | 4                          |
| 3                          | «Seis»                     | 12                         | 12                         | 12                         | 12                         | 1                          | 5                          | 7                          | 2                          | 12                         | 12                         | 4                          | 91                         | 10                         |
| 4                          | «Stories Untold»           | 4                          | 4                          | 4                          | 4                          | 5                          | 2                          | 4                          | 8                          | 1                          | 2                          | 3                          | 41                         | 2                          |
| 5                          | «Lonely Boy»               | 5                          | 5                          | 6                          | 3                          | 8                          | 7                          | 3                          | 6                          | 8                          | 6                          | 7                          | 64                         | 5                          |
| 6                          | «Play»                     | 10                         | 10                         | 5                          | 5                          | 12                         | 12                         | 12                         | 12                         | 10                         | 10                         | 10                         | 108                        | 12                         |
| 7                          | «Kaugel sinust»            | 1                          | 1                          | 1                          | 2                          | 2                          | 1                          | 1                          | 4                          | 2                          | 1                          | 2                          | 18                         | 1                          |
| 8                          | «Immortality»              | 8                          | 8                          | 7                          | 7                          | 3                          | 4                          | 8                          | 10                         | 4                          | 7                          | 12                         | 78                         | 8                          |
| 9                          | «Parmupillihullus»         | 6                          | 2                          | 2                          | 1                          | 4                          | 6                          | 5                          | 1                          | 5                          | 4                          | 8                          | 44                         | 3                          |
| 10                         | «Patience»                 | 7                          | 6                          | 10                         | 6                          | 7                          | 8                          | 10                         | 7                          | 3                          | 8                          | 6                          | 78                         | 7                          |

| Суперфинал — 5 марта 2016 | Суперфинал — 5 марта 2016 | Суперфинал — 5 марта 2016 | Суперфинал — 5 марта 2016 | Суперфинал — 5 марта 2016 | Суперфинал — 5 марта 2016 | Суперфинал — 5 марта 2016 |
| Номер                     | Артист                    | Песня                     | Язык                      | Перевод                   | Телеголосование           | Место                     |
| ------------------------- | ------------------------- | ------------------------- | ------------------------- | ------------------------- | ------------------------- | ------------------------- |
| 1                         | Лаура                     | «Supersonic»              | Английский                | «Сверхзвуковой»           | 21001 (29 %)              | 2                         |
| 2                         | Юри Поотсманн             | «Play»                    | Английский                | «Играть»                  | 32394 (45 %)              | 1                         |
| 3                         | Cartoon & Kristel Aaslaid | «Immortality»             | Английский                | «Бессмертие»              | 19123 (26 %)              | 3                         |

### Продвижение
Юри Поотсманн несколько раз выступал по всей Европе, специально продвигая «Play» в качестве участника эстонского «Евровидения». 2 апреля Поотсманн выступил на вечеринке Евровидения в Риге, который был организован OGAE Латвии и проходил в концертном зале Спикери в Риге, Латвия. 9 апреля, Юри Поотсманн выступил на концерте Евровидения в Амстердаме, Нидерланды, ведущими которого были Корнальд Маас и Гера Бьёрк. Между 11 и 13 апреля Юри Поотсманн принял участие в рекламной деятельности в Тель-Авиве, Израиль и также выступил в Israel Calling на улице Га-театрон, но он отказался от участия в мероприятии из-за болезни. 27 апреля Юри Поотсманн дал интервью в СМИ и радиостанции в Финляндии.

## Евровидение 2016
Эстония выступила в 1-м полуфинале, 10 мая 2016 года, под 13-м номером. Эстония заняла последнее, 18-е место в полуфинале, набрав 24 баллов, и поэтому не прошла финал.
В Эстонии оба полуфинала и финал транслировались ETV, комментировал Марко Рейкоп, а на канале ETV+ комментировал на русском языке Александр Хоботов. Также 1-й полуфинал и финал транслировались на радио Raadio 2, комментировали Март Юур и Андрюс Кивиряхк. В финале результаты голосования Эстонии объявлял Даниэль Леви Вииналасс.

#### Результаты голосования за Эстонию
| Результаты голосования за Эстонию (1-й полуфинал) | Результаты голосования за Эстонию (1-й полуфинал) | Результаты голосования за Эстонию (1-й полуфинал) | Результаты голосования за Эстонию (1-й полуфинал) | Результаты голосования за Эстонию (1-й полуфинал) |
| Телеголосование                                   | Телеголосование                                   | Телеголосование                                   | Телеголосование                                   | Телеголосование                                   |
| 12 баллов                                         | 10 баллов                                         | 8 баллов                                          | 7 баллов                                          | 6 баллов                                          |
| ------------------------------------------------- | ------------------------------------------------- | ------------------------------------------------- | ------------------------------------------------- | ------------------------------------------------- |
| - Финляндия                                       |                                                   |                                                   |                                                   |                                                   |
| 5 баллов                                          | 4 балла                                           | 3 балла                                           | 2 балла                                           | 1 балл                                            |
|                                                   |                                                   |                                                   | - Азербайджан                                     | - Молдова                                         |
| Жюри                                              |                                                   |                                                   |                                                   |                                                   |
| 12 баллов                                         | 10 баллов                                         | 8 баллов                                          | 7 баллов                                          | 6 баллов                                          |
|                                                   |                                                   |                                                   |                                                   |                                                   |
| 5 баллов                                          | 4 балла                                           | 3 балла                                           | 2 балла                                           | 1 балл                                            |
|                                                   |                                                   |                                                   | - Мальта - Молдова - Россия                       | - Австрия - Азербайджан - Финляндия               |

#### Баллы, данные Эстонией
| 1-й полуфинал | 1-й полуфинал   | 1-й полуфинал |
| Счёт          | Телеголосование | Жюри          |
| ------------- | --------------- | ------------- |
| 12 баллов     | Россия          | Нидерланды    |
| 10 баллов     | Австрия         | Кипр          |
| 8 баллов      | Нидерланды      | Мальта        |
| 7 баллов      | Финляндия       | Азербайджан   |
| 6 баллов      | Кипр            | Чехия         |
| 5 баллов      | Венгрия         | Венгрия       |
| 4 балла       | Сан-Марино      | Исландия      |
| 3 балла       | Исландия        | Хорватия      |
| 2 балла       | Мальта          | Армения       |
| 1 балл        | Армения         | Россия        |

| Финал     | Финал           | Финал          |
| Счёт      | Телеголосование | Жюри           |
| --------- | --------------- | -------------- |
| 12 баллов | Россия          | Швеция         |
| 10 баллов | Швеция          | Австралия      |
| 8 баллов  | Украина         | Латвия         |
| 7 баллов  | Латвия          | Украина        |
| 6 баллов  | Австрия         | Нидерланды     |
| 5 баллов  | Литва           | Литва          |
| 4 балла   | Австралия       | Кипр           |
| 3 балла   | Кипр            | Великобритания |
| 2 балла   | Франция         | Мальта         |
| 1 балл    | Польша          | Франция        |